# Софья Палеолог
Софья Фоми́нична Палеоло́г, она же Зоя Палеологиня (греч. Ζωή Σοφία Παλαιολογίνα; ок. 1455 — 7 апреля 1503) — Великая княгиня Московская, вторая жена Ивана III Великого, мать Василия III, бабушка Ивана IV Грозного. Происходила из византийской императорской династии Палеологов, племянница последнего императора Византии Константина XI Палеолога.

## Биография

### Семья
Её отец, Фома Палеолог, был братом последнего императора Византии Константина XI и деспотом Мореи (полуостров Пелопоннес).
- Фома Палеолог, отец Софьи (фреска Пинтуриккио, библиотека Пикколомини)
- Император Иоанн VIII, дядя Софьи (фреска Беноццо Гоццоли, капелла волхвов)

Её дедом по материнской линии был Чентурионе II Дзаккария, последний франкский князь Ахайи. Чентурионе происходил из генуэзского купеческого рода. Его отец был поставлен править Ахайей неаполитанским королём Карлом III Анжуйским. Чентурионе унаследовал власть от отца и правил в княжестве до 1430 года, когда деспот Мореи Фома Палеолог начал крупномасштабное наступление на его владения. Это вынудило князя отступить к своему наследственному замку в Мессении, где он и умер в 1432 году, спустя два года после мирного договора, по которому Фома женился на его дочери Екатерине. После его смерти территория княжества вошла в состав деспотата.
Старшая сестра Зои Елена Палеолог (1431 — 7 ноября 1473) с 1446 года была женой сербского деспота Лазаря Бранковича, и после захвата Сербии мусульманами в 1459 году бежала на греческий остров Лефкас, где постриглась в монахини. Также у Фомы было два выживших сына, Андрей Палеолог (1453—1502) и Мануил Палеолог (1455—1512).

### Италия
Определяющим в судьбе Зои стало падение Византийской империи. Император Константин погиб в 1453 году во время осады Константинополя. Спустя 7 лет, в 1460 году, Морейский деспотат был захвачен турецким султаном Мехмедом II и Зоя была вынуждена бежать от турок сначала вместе с семьёй на Корфу, а потом — в Рим, где её отец Фома был признан законным наследником византийского престола, и в последний год своей жизни перешёл в католицизм — как и, чуть позже, его дети. Зою после крещения по римскому обряду нарекли Софьей.
Палеологи поселились при дворе папы Сикста IV (заказчика Сикстинской капеллы).
После смерти Фомы 12 мая 1465 года (его жена Екатерина скончалась в том же году несколько ранее) опекой его детей занялся известный учёный грек, кардинал Виссарион Никейский, сторонник унии. Сохранилось его письмо, в котором он давал наставления преподавателю сирот. Из этого письма следует, что папа по-прежнему будет отпускать на их содержание 3600 экю в год (200 экю в месяц: на детей, их одежду, лошадей и прислугу; плюс следовало откладывать на «чёрный день» и тратить 100 экю на содержание скромного двора, включавшего врача, профессора латинского языка, профессора греческого языка, переводчика и 1—2 священников).
После смерти Фомы корону Палеологов де-юре унаследовал его сын Андрей, который продавал её различным европейским монархам и умер в бедности. Второй сын Фомы Палеолога, Мануил, во время правления Баязида II вернулся в Константинополь и отдался на милость султану. По некоторым источникам, он принял ислам, завёл семью и служил в турецком флоте.
В 1466 году венецианская сеньория предложила кипрскому королю Жаку II де Лузиньяну кандидатуру Софьи в качестве невесты, но он отказался. По словам о. Пирлинга, блеск её имени и слава предков были плохим оплотом против оттоманских кораблей, крейсировавших в водах Средиземного моря. Византийский хронист Георгий Сфрандзи сообщает, что в 1466 году Софью, бывшую тогда ещё ребёнком, выдали замуж за князя Караччоло, знатного итальянского богача, однако она вскоре овдовела. 
В 1467 году в Риме стало известно, что овдовел великий князь московский Иван III. Русский князь был довольно молод, на момент смерти первой супруги ему исполнилось всего 27 лет, и ожидалось, что вскоре он будет искать новую жену. Кардинал Виссарион Никейский увидел в этом шанс продвинуть свою идею униатства на русские земли. С его подачи в 1469 году папа римский Павел II направил Ивану III письмо, в котором предложил в качестве невесты 14-летнюю Софью Палеолог. В письме о ней говорилось как о «православной христианке», без упоминания о переходе в католицизм.

### Свадьба с Иваном III
Московский князь Иван III овдовел в 1467 году — его первая жена Мария Борисовна, княжна Тверская, умерла, оставив ему единственного сына, наследника — Ивана Молодого.
Брак Софьи с Иваном III был предложен в 1469 году римским папой Павлом II, предположительно, в надежде на усиление влияния католической церкви на Руси или, возможно, сближения католической и православных церквей — восстановления флорентийской унии. Идея брака, возможно, родилась в голове кардинала Виссариона.
Русская летопись повествует: 11 февраля 1469 года грек Юрий прибыл в Москву от кардинала Виссариона к великому князю с листом, в котором великому князю предлагалась в невесты Софья, дочь морейского деспота Фомы, «православная христианка» (о переходе её в католичество умалчивалось). Иван III посоветовался с матерью, митрополитом Филиппом и боярами, и принял положительное решение. Мотивы Ивана III, вероятно, были связаны со статусом, и недавно овдовевший монарх согласился жениться на греческой принцессе.

Лицевой летописный свод: «Той же зимой в феврале в 11 день пришел из Рима от кардинала Виссариона грек по имени Юрий к великому князю с грамотой, в которой писано, что „есть в Риме у деспота Аморейского Фомы Ветхословца от царства Константинограда дочь именем Софья, православная христианка; если захочет взять её в жены, то я пришлю её в твое государство. А присылали к ней сватов король Французский и князь великий Медядинский, но она не хочет в латинство“. Ещё приходили фрязи: Карло именем, Ивану Фрязину, московскому денежнику, брат старший, да племянник, их старшего брата сын Антон. Князь же великий внял этим словам, и подумав о сем со своим отцом митрополитом Филиппом и с матерью своею, и с боярами, той же весной в марте в 20 день послал Ивана Фрязина к папе Павлу и к тому кардиналу Виссариону, чтобы посмотреть царевну…»

В 1469 году Иван Фрязин (Джан Батиста делла Вольпе) был отправлен к римскому двору сватать для великого князя Софию. Папа Павел II принял посла с великой честью. Он попросил великого князя прислать за невестой бояр. Софийская летопись свидетельствует, что обратно на Русь с Иваном Фрязином был послан портрет невесты, и такая светская живопись оказалась крайним сюрпризом в Москве — «…а царевну на иконе написану принесе» (портрет этот не сохранился).

Лицевой летописный свод: «…Он же пришел к папе, увидел царевну и, о том, с чем послан папе и кардиналу Виссариону изложил. Царевна же, узнав, что великий князь и вся земля его в православной вере христианской, восхатела за него. Папа же, почтив посла великого князя Ивана Фрязина, отпустил его к великому князю с тем, чтобы отдать за него царевну, но да пришлёт он за ней бояр своих. И грамоты свои папа дал Ивану Фрязину о том, что послам великого князя ходить добровольно два года по всем землям, которые под его папство присягают, до Рима».

Переговоры длились три года. Фрязин вторично поехал в Рим 16 января 1472 года и прибыл туда 23 мая. 1 июня 1472 году в базилике святых апостолов Петра и Павла состоялось заочное обручение. Заместителем великого князя был Иван Фрязин. В качестве гостей присутствовали жена правителя Флоренции Лоренцо Великолепного Клариче Орсини и королева Боснии Катарина. Новый Папа Римский Сикст IV, кроме подарков, дал невесте приданое в 6 тыс. дукатов.
24 июня 1472 года большой обоз Софии Палеолог вместе с Иваном Фрязином выехал из Рима. Невесту сопровождал кардинал Виссарион Никейский, который должен был реализовать открывающиеся возможности для Святого Престола. Легенда гласит, что в состав приданого Софии входили книги, которые лягут в основу собрания знаменитой библиотеки Ивана Грозного.
- Свита Софьи:' ' Юрий Траханиот, Дмитрий Траханиот, Дмитрий (посол её братьев), св. Кассиан Грек. А также — папский легат генуэзец Антонио Бонумбре[эст.], епископ Аччии (его летописи ошибочно называют кардиналом). С ней же прибыл племянник дипломата Ивана Фрязина архитектор Антон Фрязин.

Маршрут путешествия был таков: на север из Италии через Германию, в порт Любек они прибыли 1 сентября. Приходилось объезжать Польшу, через которую обычно путешественники следовали на Русь сухопутным путём — в этот момент она находилась с Иваном III в состоянии конфликта. Морское путешествие через Балтику заняло 11 дней. Корабль пристал в Колывани (совр. Таллин), откуда кортеж в октябре 1472 года проследовал через Дорпат (совр. Тарту), Псков и Великий Новгород. 12 ноября 1472 года София въехала в Москву.
Ещё во время путешествия невесты по русским землям стало очевидно, что планы Ватикана сделать её проводником католичества потерпели провал, поскольку Софья немедленно продемонстрировала возвращение к вере предков. Папский легат Антонио Бонумбре был лишён возможности въехать в Москву, неся перед собой латинский крест (см. Корсунский крест).
Венчание в России состоялось 12 (22) ноября 1472 года в Успенском соборе в Москве. Обвенчал их митрополит Филипп (по Софийскому Временнику — коломенский протопоп Осия). По некоторым указаниям, митрополит Филипп был против брачного союза с униаткой. Официальная великокняжеская летопись утверждает, что именно митрополит венчал великого князя, но неофициальный свод (в составе Летописей Софийской II и Львовской) отрицает участие митрополита в этой церемонии: «венча же протопоп коломенскый Осея, занеже здешним протопопом и духовнику своему не повеле…».

### Приданое
В музеях Московского Кремля хранятся несколько предметов, связанных с именем Софьи Палеолог. В их числе — несколько драгоценных мощевиков, происходящих из Благовещенского собора, чья оправа создана, вероятно, уже в Москве. По надписям можно предположить, что находящиеся в них мощи она привезла из Рима.
- Корсунский крест
- «Спас Нерукотворный». Доска — XV век (?), живопись — XIX век (?), оклад — последняя четверть (XVII века). Цата и дробница с изображением Василия Великого — 1853. ММК. По легенде, записанной в середине XIX века, образ был привезён в Москву из Рима Софьей Палеолог.
- Икона-мощевик наперсная. Оправа — Москва, вторая половина XV в.; камея — Византия, XII–XIII вв. (?)
- Икона наперсная. Константинополь, X—XI вв.; оправа — конец XIII — начало XIV в.
- Икона «Богоматерь Одигитрия», XV век

### Жизнь в браке
Семейная жизнь Софьи, по всей видимости, была удачной, о чём свидетельствует многочисленное потомство.
Для неё в Москве были выстроены особые хоромы и двор, но они вскоре же, в 1493 году, сгорели, причём во время пожара погибла и казна великой княгини.

Татищев передаёт свидетельство, что будто бы, благодаря вмешательству Софии, было сброшено Иваном III татарское иго: когда на совете великого князя обсуждалось требование ханом Ахматом дани, и многие говорили, что лучше умиротворить нечестивого дарами, чем проливать кровь, то будто бы София горько расплакалась и с упрёками уговаривала супруга покончить с данническими отношениями.
Перед нашествием Ахмата 1480 года, ради безопасности, с детьми, двором, боярынями и княжеской казной Софья была отправлена сначала в Дмитров, а потом — на Белоозеро; в случае же, если Ахмат перейдёт Оку и возьмёт Москву, то ей было сказано бежать дальше на север к морю. Это дало повод Виссариону, владыке ростовскому, в своём послании предостерегать великого князя от постоянных дум и излишней привязанности к жене и детям. В одной из летописей отмечается, что Иван запаниковал: «ужас наиде на нь, и въсхоте бежати от брега, а свою великую княгиню Римлянку и казну с нею посла на Белоозеро».
Семья вернулась в Москву только зимой. Венецианский посол Контарини рассказывает, что он в 1476 году представлялся великой княгине Софье, которая приняла его вежливо и ласково и убедительно просила поклониться от неё светлейшей республике.
Существует легенда, связанная с рождением Софьей сына Василия III, наследника престола: будто бы во время одного из богомольных походов к Троице-Сергиевой Лавре, в селе Клементьево, великой княгине Софии Палеолог было видение преподобного Сергия Радонежского, который «вверже в недра ея отроча младо мужеска пола».

#### Династические проблемы и соперничество
С течением времени второй брак великого князя стал одним из источников напряжённости при дворе. Достаточно скоро сложились две группировки придворной знати, одна из которых поддерживала наследника престола — Ивана Ивановича Молодого, а вторая — новую великую княгиню Софью Палеолог. В 1476 году венецианец А. Контарини отмечал, что наследник «в немилости у отца, так как нехорошо ведёт себя с деспиной» (Софьей), однако уже с 1477 года Иван Иванович упоминается как соправитель отца.
В последующие годы великокняжеская семья значительно увеличилась: Софья родила великому князю в общей сложности девятерых детей — пятерых сыновей и четырёх дочерей.
Тем временем, в январе 1483 года вступил в брак и наследник престола, Иван Иванович Молодой. Его женой стала дочь господаря Молдавии Стефана Великого Елена Волошанка, немедленно оказавшаяся со свекровью «на ножах». 10 октября 1483 года у них родился сын Дмитрий. После присоединения Твери в 1485 году Иван Молодой назначается отцом тверским князем; в одном из источников этого периода Иван III и Иван Молодой именуются «самодержцами Русской земли». Таким образом, в течение всех 1480-х годов положение Ивана Ивановича как законного наследника было вполне прочным.
Положение же сторонников Софьи Палеолог было менее выгодным. Так, в частности, великой княгине не удалось добыть государственных должностей для своих родственников; её брат Андрей убыл из Москвы ни с чем, а племянница Мария, супруга князя Василия Верейского (наследника Верейско-Белозёрского княжества), была вынуждена бежать в Литву вместе с мужем, что отразилось и на положении Софьи. Согласно источникам, Софья, устроив брак своей племянницы и князя Василия Верейского, в 1483 году подарила родственнице драгоценное украшение — «саженье» с жемчугом и каменьями, принадлежавшее до того первой жене Ивана III Марии Борисовне. Великий князь, пожелавший одарить «саженьем» Елену Волошанку, обнаружив пропажу украшения, разгневался и приказал начать розыск. Василий Верейский не стал дожидаться мер против себя и, захватив жену, бежал в Литву. Одним из результатов этой истории стал переход Верейско-Белозёрского княжества к Ивану III по завещанию удельного князя Михаила Верейского, отца Василия. Лишь в 1493 году София выхлопотала Василию милость великого князя: опала была снята.
Однако к 1490 году в действие вступили новые обстоятельства. Сын великого князя, наследник престола Иван Иванович заболел «камчюгою в ногах» (подагрой). Софья выписала из Венеции лекаря — «мистро Леона», который самонадеянно пообещал Ивану III вылечить наследника престола; тем не менее, все старания врача оказались бесплодны, и 7 марта 1490 года Иван Молодой скончался. Врач был казнён, а по Москве поползли слухи об отравлении наследника; спустя сто лет эти слухи, уже в качестве неоспоримых фактов, записал Андрей Курбский. Современные историки относятся к гипотезе об отравлении Ивана Молодого как к непроверяемой за недостатком источников.
4 февраля 1498 года в Успенском соборе прошла коронация княжича Дмитрия Внука. Софью и её сына Василия не пригласили. Однако 11 апреля 1502 года династическая схватка подошла к своему логическому завершению. По словам летописи, Иван III «положил опалу на внука своего великого князя Дмитрея и на матерь его на великую княгиню Елену, и от того дни не велел их поминати в ектеньях и литиах, ни нарицати великым князем, и посади их за приставы». Через несколько дней Василий Иванович был пожалован великим княжением; вскоре Дмитрий-внук и его мать Елена Волошанка были переведены из-под домашнего ареста в заточение. Таким образом, борьба внутри великокняжеской семьи завершилась победой княжича Василия; он превратился в соправителя отца и законного наследника огромной державы. Падение Дмитрия Внука и его матери предопределило также судьбу московско-новгородского реформационного движения в Православной церкви: церковный Собор 1503 года окончательно разгромил его; многие видные и прогрессивные деятели этого движения были казнены. Что же касается судьбы самих проигравших династическую борьбу, то она была печальной: 18 января 1505 года в заточении умерла Елена Стефановна, а в 1509 году «в нужи, в тюрме» умер и сам Дмитрий. «Одни полагают, что он погиб от голода и холода, другие — что он задохнулся от дыма» — сообщал Герберштейн по поводу его смерти.

### Смерть
Скончалась она 7 апреля 1503 года, за два года до смерти мужа (он умер 27 октября 1505).
Похоронена в массивном белокаменном саркофаге в усыпальнице Вознесенского собора в Кремле рядом с могилой Марии Борисовны, первой супруги Ивана III. На крышке саркофага острым инструментом процарапано слово «Софья».
Собор был разрушен в 1929 году, и останки Софьи, как и других женщин царствовавшего дома, были перенесены в подземную палату южной пристройки Архангельского собора.

## Личность

### Отношение современников
Византийская царевна не пользовалась популярностью, её считали умной, но гордой, хитрой и коварной. Неприязнь к ней сказалась даже и в летописях: например, по поводу её возвращения с Белоозера летописец замечает: «великая княгиня Софья… бегала от Татар на Белоозеро, а не гонял никто же; и по которым странам ходила, тем пуще татар — от боярских холопов, от кровопийцов христианских. Воздай же им, Господи, по делом их и по лукавству начинания их».
Опальный думный человек Василия III Берсень Беклемишев в беседе с Максимом Греком говорил о ней так: «земля наша русская жила в тишине и в миру. Как пришла сюда мать великого князя Софья с вашими греками, так наша земля и замешалась и пришли к нам нестроения великия, как и у вас в Царь-граде при царях ваших». Максим возражал: «Господине, великая княгиня Софья с обеих сторон была роду великого: по отце — царского рода, а по матери — великого герцога италийской стороны». Берсень отвечал: «Какова бы она ни была; да к нашему нестроению пришла». Нестроение же это, по словам Берсеня, сказалось в том, что с того времени «старые обычаи князь великий переменил», «ныне Государь наш запершися сам третей у постели всякие дела делает».
Особенно суров к Софии князь Андрей Курбский. Он убеждён, что «В предобрый русских князей род всеял дьявол злые нравы, наипаче же женами их злыми и чародейцами, якоже и в израильстех царех паче же которых поимовали от иноплеменников»; обвиняет Софью в отравлении Иоанна Молодого, в смерти Елены, в заключении Дмитрия, князя Андрея Углицкого и других лиц, презрительно называет её гречанкой, греческой «чародейцей».
В Троицком-Сергиевском монастыре хранится шёлковая пелена, шитая руками Софии в 1498 году; на пелене вышито её имя, причём она величает себя не великой княгиней московской, а «царевной царегородской». Видимо, она высоко ставила своё прежнее звание, если помнит о нём даже после 26-летнего замужества.

### Внешность
Когда в 1472 году Клариче Орсини и придворный поэт её мужа Луиджи Пульчи были свидетелями заочного обручения, состоявшегося в Ватикане, ядовитый остряк Пульчи, чтобы позабавить остававшегося во Флоренции Лоренцо Великолепного, направил ему шутовской отчёт об этом событии и внешности невесты, где в гротескной форме описал её как толстую раскрашенную куклу. Однако каноны красоты в Италии и на Руси тогда заметно различались, и излишняя по итальянским меркам полнота невесты не считалась недостатком для жён русских князей. По отзыву болонских летописцев, описавших проезд её процессии через город, она была невысокого роста, обладала очень красивыми глазами и удивительной белизной кожи. По виду они давали ей 24 года.
Отмерено добро и зло

Весами куполов неровных,

О византийское чело,

Полуулыбка губ бескровных!

Не доводом и не мечом

Царьград был выкован и слеплен.

Наивный варвар был прельщён

Его коварным благолепьем.

Не раз искусный богомаз,

Творя на кипарисных досках,

Его от разрушенья спас

Изображеньем ликов плоских.

И где пределы торжеству,

Когда — добытую жар-птицу —

Везли заморскую царицу

В первопрестольную Москву.

Как шлемы были купола.

Они раскачивались в звоне.

Она на сердце берегла

Как белых ласточек ладони.

И был уже неоспорим

Закон меча в делах условных…

Полуулыбкой губ бескровных

Она встречала Третий Рим.
В декабре 1994 года в Москве были начаты исследования останков княгини. Они сохранились хорошо (почти полный скелет за исключением отдельных мелких костей). Криминалист Сергей Никитин, восстановивший её облик по методу Герасимова, указывает: «После сопоставления черепа, позвоночника, крестца, костей таза и нижних конечностей, с учётом примерной толщины отсутствующих мягких тканей и межкостных хрящей, удалось выяснить, что Софья была невысокого роста, около 160 см, полная, с волевыми чертами лица. По степени зарастания швов черепа и изношенности зубов биологический возраст Великой княгини был определён в 50—60 лет, что соответствует историческим данным. Вначале её скульптурный портрет вылепили из специального мягкого пластилина, а затем изготовили гипсовую отливку и тонировали её под каррарский мрамор».
Черты «средиземноморского» антропологического типа во внешности Ивана Грозного и его сходство с бабушкой по отцовской линии окончательно опровергли слухи, что его мать Елена Глинская родила его от любовника.
- Великая княгиня София.
 Пластическая реконструкция
- Василий III, сын
- Иван IV, внук
- Правнучка, княжна Старицкая.
Пластическая реконструкция. 
По утверждению учёных[кто?], её лицо демонстрирует большое сходство с Софией[25]

### Роль в истории
Существуют различные версии относительно роли Софии Палеолог в истории Российского государства:
- Из Западной Европы были вызваны художники и зодчие для украшения дворца и столицы. Воздвигались новые храмы, новые дворцы. Итальянец Аристотель Фиораванти построил Успенский собор и Благовещенский собор. Москва украсилась Грановитой палатой, кремлёвскими башнями, Теремным дворцом, выстроен, наконец, был и Архангельский собор.
- Ввела ради женитьбы своего сына Василия III византийский обычай — смотр невест.
- Третий Рим.
- Некоторые[кто?] историки полагают, что двуглавый орёл Палеологов стал впоследствии гербом России. Однако с этим согласны далеко не все.[кто?]

## Дети
1. ♀ Анна (1474), умерла во младенчестве
2. ♀ Елена (1475), умерла во младенчестве
3. ♀ Феодосия (1475—?)
4. ♀ Елена Ивановна (19 мая 1476—1513) — супруга великого князя Литовского и короля Польши Александра Ягеллона
5. ♂ Великий князь московский Василий III (25 марта 1479 — 3 декабря 1533)
6. ♂ Юрий Иванович (23 марта 1480 — 8 марта 1536) — князь дмитровский
7. ♂ Дмитрий Жилка (6 октября 1481 — 14 февраля 1521) — князь углицкий
8. ♀ Евдокия (ок. 1482/февраль 1483—1513) — с 25 января 1506 года супруга татарского царевича Худай-Кула (Кудайкула), в крещении Петра Ибрагимовича
9. ♀ Елена (8 апреля 1484—?)
10. ♀ Феодосия (29 мая 1485 — 12 февраля 1501) — c 1500 года, супруга князя и московского воеводы Василия Даниловича Холмского
11. ♂ Симеон Иванович (21 марта 1487 — 26 июня 1518) — князь калужский
12. ♂ Андрей Старицкий (5 августа 1490 — 11 декабря 1537) — князь старицкий[17]

## Образ в искусстве

### В живописи
- Как указывает словарь XIX века, существует фреска, на которой, в числе лишённых престола государей, окружающих папу Сикста IV, помещена и София; «но, судя по костюмам, это изображение, вероятно, сделано не в XV в., а гораздо позднее»[23].
- Абегян, Мгер Манукович (1909—1978). Рисунок «Венчание Ивана III с византийской царевной Софьей».

### В литературе
- Николай Спасский, роман «Византиец». Действие происходит в Италии XV века на фоне последствий падения Константинополя. Главный герой интригует, чтобы выдать Зою Палеолог за русского царя.
- Георгиос Леонардос, роман «София Палеолог — из Византии в Россию».
- Николай Аксаков посвятил венецианскому врачу Леону Жидовину рассказ[уточнить], где говорилось о дружбе еврейского врача с гуманистом Пико делла Мирандола, и о путешествии из Италии вместе с братом царицы Софьи Андреем Палеологом, русскими посланниками Семеном Толбузиным, Мануилом и Дмитрием Ралевыми, и итальянскими мастерами, — архитекторами, ювелирами, пушкарями. — приглашёнными на службу московским государем.
- Иван Лажечников. «Басурман» — роман о враче Софии.
- Валерий Язвицкий, роман «Иван III — государь всея Руси» воссоздает эпоху правления Ивана III (1440—1505), мужа Софии.
- Людмила Гордеева, «Иоанн III Великий» — исторический роман в четырёх частях, повествующий о важнейшем периоде русской истории второй половины XV века в эпоху правления Иоанна III.
- Максим Греков, роман «В тени креста». События происходят в 1489 году. Софья и её люди ведут борьбу с придворными Ивана III, одновременно пытаясь сдержать распространение ереси на Руси.

### В кино
- «София» (2016) — сериал телеканала «Россия». Роль Софии Палеолог исполнила Мария Андреева.
- «Рюриковичи. История первой династии» (2019; Россия) — докудрама, режиссёр Максим Беспалый, в роли Софии — Валерия Ватаман.